# ویکسن (شرکت فیلم بزرگسال)
ویکسن (انگلیسی: Vixen) یک شرکت تولید و توزیع فیلم‌های پورنو است که در سال ۲۰۱۶ توسط گرگ لانسکی در کالیفرنیا بنها نهاده شده‌است.
این شرکت که شامل استودیو، وبگاه و برخی محصولات جانبی نیز هست، از زمان تأسیس جوایز متعددی را از ای‌وی‌ان دریافت کرده‌است.